# 愛知県道160号入鹿出新田小牧線
愛知県道160号入鹿出新田小牧線（あいちけんどう160ごう いるかでしんでんこまきせん）は、愛知県小牧市内を通る一般県道である。

## 概要

### 路線データ
- 起点：愛知県小牧市大字入鹿出新田
- 終点：愛知県小牧市大字小牧

## 沿革
- 1959年（昭和34年）12月15日：認定[1]

## 地理

### 通過する自治体
- 愛知県
  - 小牧市

### 接続する道路
- 国道155号（小牧一宮バイパス、北尾張中央道）（小牧原駅北交差点で重複）
- 愛知県道158号小口名古屋線（村中小学校北交差点）
- 国道41号（名濃バイパス）（村中交差点）
- 愛知県道102号名古屋犬山線（木曽街道）（小牧原交差点）
- 国道155号（小牧市大字小牧原新田地内、小牧原新田交差点東方）

### 沿線
- 名鉄小牧線 小牧原駅